# Приміська (зупинний пункт)
Приміська́ — пасажирський залізничний зупинний пункт Сумської дирекції Південної залізниці на електрифікованій лінії Люботин-Західний — Полтава-Південна між станціями Свинківка (6 км) та Божків (3 км). Розташований поблизу сіл Крюкове та Вербове, Полтавського району, Полтавської області. 

## Пасажирське сполучення
На платформі Приміська зупиняються приміські електропоїзди напрямку Ромодан / Полтава-Південна — Огульці.